# PTPS Piła
PTPS Piła (polska Pilskie Towarzystwo Piłki Siatkowej Piła) är en volleybollklubb från Piła, Polen, grundad 1993.
Klubben var som mest framgångsrik kring millennieskiftet då de blev polska mästare fyra gånger i rad (1998–1999, 1999–2000, 2000–2001 och 2001–2002). De har också vunnit polska cupen fyra gånger (1999–2000, 2001–2002, 2002–2003 och 2007–2008). Klubben bytte inför säsongen 2010/2011 på grund av minskade resurser sportlicens med Atom Trefl Sopot och tog en plats i näst högsta serien, samtidigt som Atom Trefl Sopot tog klubbens plats i högstaserien. Perioden i näst högsta serien varade bara en säsong, genom att klubben genast kvalificerade sig för högsta serien. Under senare år har klubben varit mindre framgångsrik. De kom säsongen 2020/2021 på 12:e och sista plats i ligan och åkte ur till I liga.